# 高梁蚜
高梁蚜（学名：Melanaphis sacchari）为常蚜科色蚜屬下的一个种。